# Attaque de Teguey
Guerre du Sahel
Batailles
- Tlemss
- 1re Tilwa
- Tabankort
- Ouraren
- Adrar Bouss
- Agadez et Arlit
- Tchibarakaten
- Mangaïzé
- Tazalit
- 1re Bani Bangou
- 2e Tilwa
- Wanzarbé
- Abala
- Midal
- 1re Tongo Tongo
- 1re Ayorou
- 2e Tongo-Tongo
- Baley Beri
- 1re Inates
- 2e Inates
- Sanam
- Chinégodar
- 2e Ayorou
- 2e Bani Bangou
- Taroun
- Torodi
- Adabda
- Intagamey
- Koutougou
- Tabatol
- Takanamat
- Teguey
- Chatoumane

L'attaque de Teguey a lieu le 21 mars 2024 au Niger, pendant la guerre du Sahel.

## Déroulement
Le 21 mars 2024, une unité de l'armée nigérienne tombe dans une embuscade entre les localités de Teguey (de) et de Bankilaré, dans la région de Tillabéri. Selon l'armée nigérienne, cette unité est attaquée « au cours de son désengagement », alors qu'elle effectuait une « opération de ratissage » dans la région. L'armée affirme que « plus d'une centaine de terroristes à bord de véhicules et de motos » ont lancé l'assaut, en utilisant notamment des « bombes artisanales » et des « véhicules kamikazes ».

## Pertes
Le lendemain, l'armée nigérienne annonce que ses pertes sont de 23 morts et 17 blessés, contre « une trentaine de terroristes neutralisé ».
L'État islamique revendique l'attaque le 23 mars, via son agence Amaq, et affirme pour sa part que les combats ont fait 30 morts dans les rangs de l'armée nigérienne. 